# 次甘氨酸A
次甘氨酸A（Hypoglycin-A）是一种存在于无患子科植物中的非蛋白氨基酸。大劑量摄入會引起牙买加呕吐病。

## 毒性
次甘氨酸A的毒性作用源於于其代谢产物亚甲基环丙基乙酸及其氧化过程中与肉碱或辅酶A结合产生的酯。亚甲基环丙基乙酸与辅酶A结合产生的酯会阻断糖异生所需的乙酰辅酶A脱氢酶。

## 合成方法
1958年首次报道了通过2-溴丙烯和重氮乙酸乙酯构筑环丙烷结构人工合成次甘氨酸A外消旋体的路线

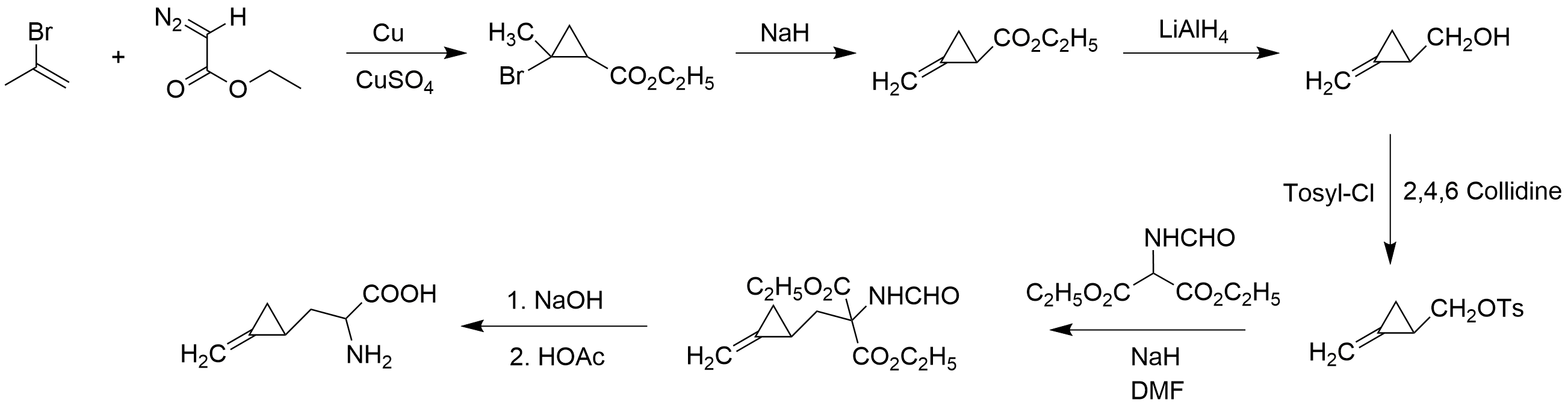
次甘氨酸A的合成路线

## 参阅
- 次甘氨酸B（英语：Hypoglycin B）
- 荔枝